# Кокаколонізація

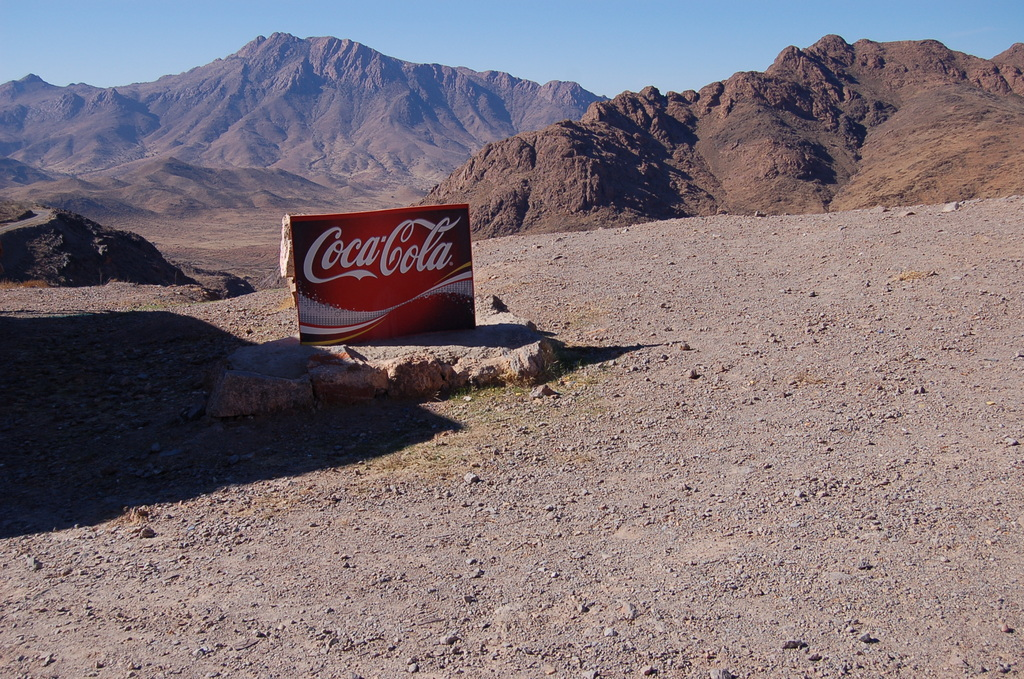
Реклама Coca-Cola в горах Високого Атласу в Марокко

Кокаколонізація (або кока-колонізація) — глобалізація американської культури (американізація), що проштовхується через популярні американські продукти, такі як Coca-Cola. Термін є злиянням двох слів, а саме назви багатонціонального виробника безалкогольних напоїв і «колонізація».
Термін вперше був задокументований у 1949 році в Австралії та у Франції, де французька комуністична партія рішуче виступала проти подальшого розширення Кока-коли:106. У 1948 році міністерство фінансів Франції виступило проти Коли на тій підставі, що її діяльність не принесе грошей для відновлення Франції, і ймовірно несе прибутки назад до материнської компанії у Сполучених Штатах:106. Комуністична партія Франції також попереджала, що поширення Кока-коли може бути розцінено як шпигунська мережа:107.
Під час Другої світової війни (1939-1945) і холодної війни (1947-1991) багато хто за межами США асоціював Кока-колу з американською культурою. Побачивши зв’язки з культурою Сполучених Штатів, деяким європейцям не сподобалися сприйняті спроби кокаколонізації їхніх країн, вважаючи, що це є вторгненням у їхню національну ідентичність. Європейці розглядали Кока-колу не просто як газований напій, а як бутильовану Америку. До кінця холодної війни американські ідеали поширювалися по всьому світу за допомогою Коли, а в деяких випадках використовувалися для боротьби з комунізмом .
Кокаколонізація як історична концепція стала помітною в дискусіях про американізацію Європи після публікації у 1994 році книги Рейнхольда Вагнляйтнера «Кока-Колонізація та холодна війна: культурна місія Сполучених Штатів в Австрії після Другої світової війни». Вагнляйтнер використовував термін «Кока-Колонізація», щоб втілити ідею своєї книги: Сполучені Штати Америки зробили спробу становлення культурного імперіалізму, поширюючи американські ідеали через споживчі товари, такі як Кока-кола та джинси Levi, через культурні символи, такі як рок-н-рол, чорної шкіряної куртки Марлона Брандо, а також через просування демократії в Європі.
Вираз «кока-колонізація» також з’являється в медичній літературі для опису зміни способу життя та пов’язаного з цим збільшення захворюваності на характерні хронічні захворювання, наприклад діабет 2 типу.

## Історія
Концепція кокаколонізації виникла на початку Другої світової війни. Одні країни чинили опір американському безалкогольному напою, а інші відкрито прийняли його, але для всіх він представляв Америку та її культуру, а сама Кока-кола була присутня на більшості великих історичних подій 20-го століття.
«Хоча бренд бере свій початок у кінці 1880-х років, основні пропозиції бренду — "Coca-Cola задовольняє" та "Coca-Cola це чудовий і освіжаючий напій" — залишилися практично незмінними, як і назва бренду та його характерний логотип». Імідж Кока-коли зберігається й сьогодні: «Бренд вважається традиційним, патріотичним, дружнім та американським».

### Друга Світова війна
Коли почалася війна і американські війська були відправлені за океан, компанія Coca-Cola поклялася, що будь-який американець у формі повинен мати можливість отримати Кока-колу за п’ять центів, де б він не був. У результаті компанія побудувала розливні станції у Тихому океані та на західному фронті.

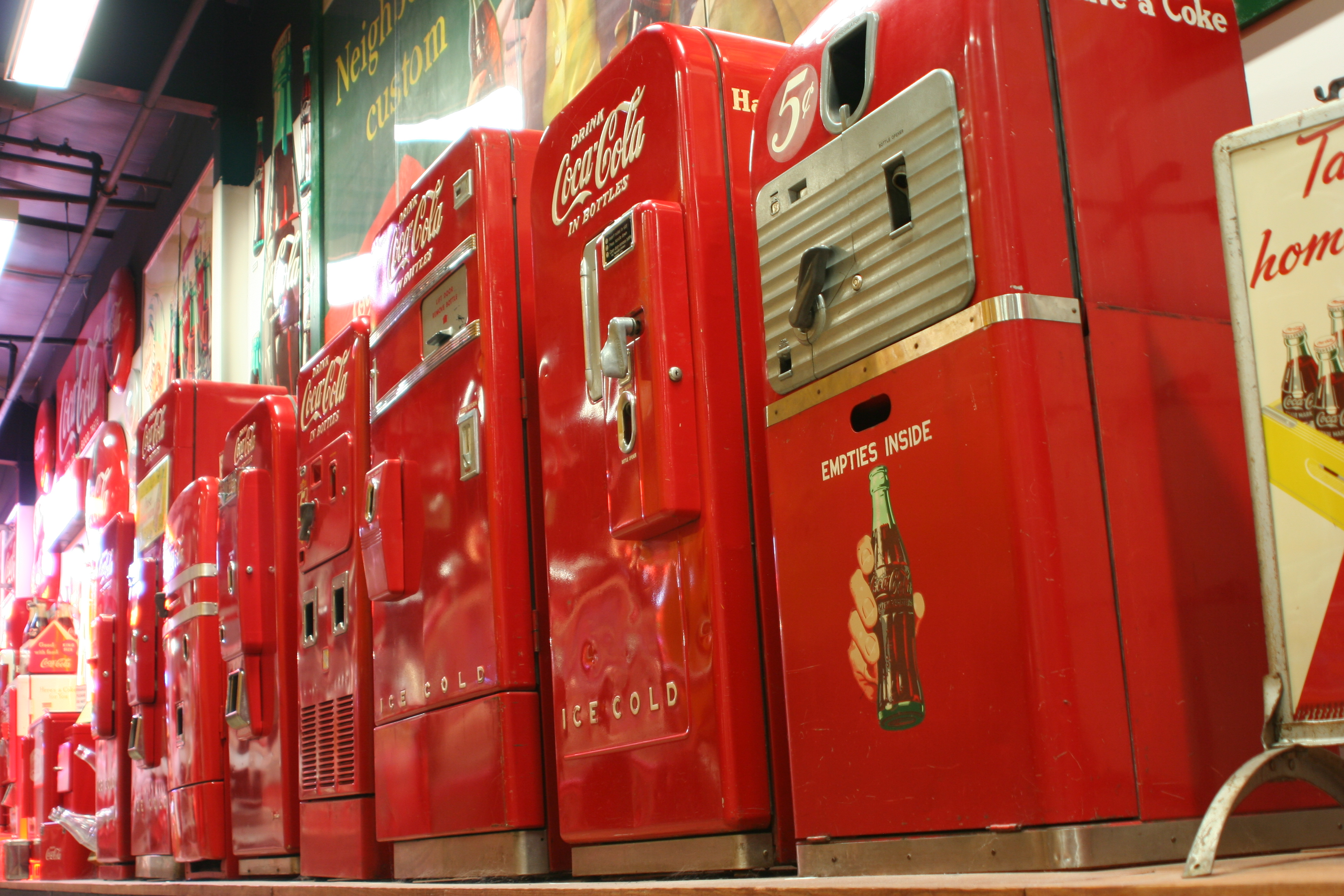
Вінтажні торгові автомати Кока-коли часів Другої світової війни.

Нацисти визнали Кока-колу «єврейсько-американським» напоєм. У відповідь режим дозволив у країні лише ті напої, які на пляшці мали зображення свастики, що й було зроблено. У Радянському Союзі маршал війни Георгій Жуков любив цей напій, але радянський диктатор Йосип Сталін вважав його символом американського імперіалізму і заборонив його споживання. Як рішення, Coca-Cola розробила прозору версію напою, в пляшці з білою кришкою та червоною зіркою як маскування, щоб дозволити Жукову таємно споживати Колу.
На тихоокеанському фронті Кока-колі було важко дістатися до військ. Щоб вирішити цю проблему, компанія створила портативні фонтани з газованою водою, які розповсюдили по всіх островах Тихого океану. Країні Азії познайомилися з новим напоєм. За словами компанії, напій поширився по островах через те, що «Кола символізувала американський спосіб життя».
Протягом усієї війни Coca-Cola рекламувала свою газовану воду по всьому світу. У більшості реклам зображено американського солдата, який п’є Колу з вихідцями з цієї країни, а також надписи рідною мовою цієї країни. Реклама містила позитивні образи американців із кока-колою в Новій Зеландії, Росії, Філіппінах, Ньюфаундленді, Італії, Англії та Польщі. Як каже компанія: «Від джунглів Адміральських островів до офіцерських клубів на Рив’єрі, Кока-Кола і Америка були всюди».

### Кінець 1940-х і холодна війна
Кінець Другої світової війни ознаменувався широкою кокаколонізацією Європи та Азії. У 1947 році в Нідерландах, Бельгії та Люксембурзі почалися операції з розливу Кока-коли, а потім у Швейцарії, Італії та Франції до 1949 року. Письменник Марк Гордон сказав: «Тепер європейцям нав’язували американські ідеали кожного разу, коли вони сьорбали пляшку кока-коли». На початку 1950-х років існувало 63 розливні заводи, які розширювалися на трьох континентах, включаючи країни: Єгипет, Ісландія, Іран, Західна Африка та Нова Гвінея Багато американських компаній виграли від експансії в Європі, включаючи Coca-Cola. Завдяки цим зусиллям США змогли неофіційно створити ділову та корпоративну імперію шляхом розширення кількох американських компаній.

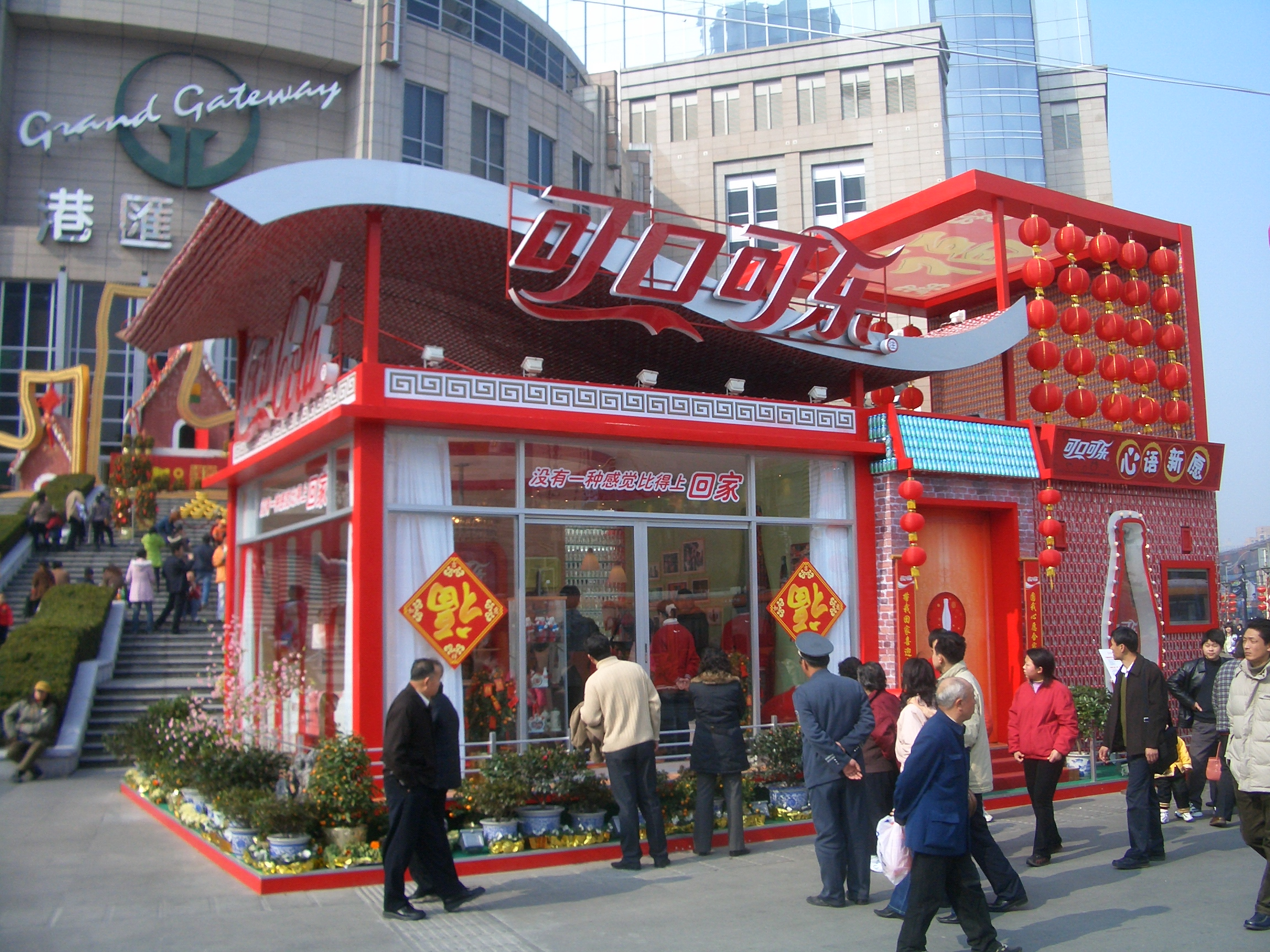
Магазин Coca-Cola в Китаї на Новий рік.

До початку холодної війни Кока-кола зустріла опір у деяких країнах. Італійці утрималися від вживання газованої води. Австрійці визнали розширення компанії спробою поширити американську культуру та ідеали за кордоном. Французькі комуністи поширювали інформацію про Coca-Cola, увівши термін «кокаколонізація», тому що вважали поширення напою у своїй країні спробою зробити її американською колонією. Коли компанія спробувала відкрити розливний завод у країні, французькі комуністи погрожували забарикадувати Париж, щоб не допустити цього. Для них, комуністів, компанія представляла капіталістичну Америку.
Під час падіння Берлінської стіни і краху комунізму в Німеччині у листопаді 1989 року, Coca-Cola роздавала газовані напої.

## Значущість

### Здоров’я
Медичні експерти використовують термін кокаколонізація у медичних журналах, говорячи про поширення нездорової американської їжі за кордоном.
Відбулися значні зміни у харчуванні. Розвинені країни експортують оброблені харчові продукти з високим вмістом транс-жирів і рафінованого цукру в ті країни, що розвиваються, призводячи до зникнення інших методів виживання, таких як полювання та збиральництво.
Кокаколонізацію пов’язують із поширенням захворюванності на діабету 2 типу, ожирінням і підвищенням ризику серцево-судинних захворювань через зв’язок між економічною ситуацією та низькою ціною на продукти з високим вмістом жиру і цукру.
Через збільшення туризму в місці проживання племені майя на півострові Юкатан, воно зазнало погіршення здоров’я після знайомства з нездоровою американською їжею, стаючи все більш залежним від їжі Подібним чином, плем’я Цутухілі у Гватемалі також познайомилося з такою їжею та зіткнулося з таким же погіршенням здоров’я. Протягом останніх 20 років у всьому світі цукровий діабет 2 типу дуже сильно поширився. Поясненням цьому стала кокаколонізація.

### Світове поширення
Станом на 2015 рік, Кока-кола продається більш ніж у 200 країнах світу. За даними компанії, «Coca-cola є другим за зрозумілістю терміном у світі після «Okay».
Кока-кола як продукт вийшла за міжнародні кордони, щоб створити бренд. «У більшості політичних, академічних і розмовних висловлювань термін «Кока-Кола» позначає не лише окремий безалкогольний напій, але й проблематичну природу товарів загалом. Це метатовар. … Це може означати товари чи капіталізм, але так само і імперіалізм чи американізацію». Coca-Cola є прикладом широко розповсюдженої інфраструктури вестернізованого капіталізму та споживацтва. Було кілька значних виступів проти кокаколонізації. У 2012 році міністр закордонних справ Болівії Давид Чокеуанка (разом з президентом Ево Моралесом) безуспішно намагався заборонити Кока-колу, виступаючи проти західного імперіалізму та капіталізму.
Coca-Cola працює через франшизу, отже, щоб регіони могли отримати вигоду від його виробництва, потрібні місцеві розливні заводи. Тринідад отримав франшизу у 1939 році, тож у Тринідаді Колу розливала фірма Cannings, яка, як і інші старі колоніальні фірми, була поглинена іншими компаніями.
У Тринідаді солодкі напої розглядаються не як предмети розкоші, а як повсякденні речі. Стосовно Coca-Cola, «у Тринідаді, чорний солодкий напій має значення саме для «рому і коли», як основний алкогольний напій для більшості жителів острова». Наявність такого напою, який вимагає існування солодкого напою, підкреслює його вплив на місцеве середовище.

## Дивитись також
- Культурний імперіалізм
- Макдональдизація

## Читати
- Flusty, Steven (2004). De-Coca-Colonization (англ.). New York: Routledge. ISBN 978-0-415-94537-0.
- O’Dell, Tom. Culture Unbound: Americanization and Everyday Life in Sweden (Lund: Nordic Academic Press, 1997).
- Pells, Richard. Not like Us: How Europeans Have Loved, Hated and Transformed American Culture since World War II (1997) online
- Пендерграст, Марк (2013). Для Бога, країни та Coca-Cola: Остаточна історія великого американського безалкогольного напою та компанії, яка його виробляє. Нью-Йорк: Основні книги.ISBN 978-0-465-02917-4ISBN 978-0-465-02917-4.